# Варданян, Эрик
Эрик Варданян (арм. Էրիկ Վարդանյան; род. 7 июня 1998, Ереван) — армянский футболист, полузащитник. Выступал за национальную сборную Армении. Лучший игрок чемпионата Армении 2018/19.

## Карьера

### Юношеская карьера
Будучи воспитанником ереванского «Бананца», в 2009 году 11-летний Эрик Варданян стал победителем конкурса, в котором приняли участие 204 молодых футболиста со всего мира, и получил право целый год провести в школе испанской «Барселоны».

### Клубная карьера
Первый профессиональный контракт Варданян подписал с ереванским «Пюником» в 2014 году, однако на полгода был отдан в аренду в «Мику» из Аштарака.
Летом 2019 года Варданяном интересовались московский «Локомотив» и «Ростов», однако трансфер игрока так и не состоялся. В октябре того же года футболист попал в сферу интересов екатеринбургского «Урала». Однако 24 октября стало известно о том, что футболист продлил свой контракт с «Пюником».
1 января 2020 года Варданян перешёл в «Сочи» из «Пюника» за 350 тыс. евро.
Летом 2021 года полузащитник «Сочи» присоединился к «Пюнику на правах аренды.

#### Дисквалификация
27 октября 2019 года на 67-й минуте матча 12-го тура чемпионата Армении между «Араратом» и «Пюником» Варданян был удалён за грубое нарушение правил. Уходя с поля, игрок ударил соперника, нецензурно выражался и показал непристойный жест в сторону болельщиков «Арарата», а также допустил ряд оскорбительных выражений, попавших в телеэфир. По итогам заседания дисциплинарного комитета Федерации футбола Армении, состоявшегося 31 октября, Варданян получил дисквалификацию сроком на шесть месяцев, а футбольный клуб «Пюник» был оштрафован на 600 тысяч драмов.

### Карьера в сборной
В составе юношеской и молодёжной сборных Армении Варданян принимал участие в отборочных турнирах чемпионатов Европы соответствующих возрастов, однако в финальные стадии соревнований армянские команды при его участии не пробивались.
Впервые в майке национальной команды Армении Варданян вышел на поле на 78-й минуте товарищеского матча против сборной Беларуси, состоявшегося 9 ноября 2017 года, и в дебютной для себя игре забил гол.

## Статистика выступлений

### Клубная статистика
| Выступление      | Выступление      | Выступление      | Лига | Лига | Кубок | Кубок | Еврокубки | Еврокубки | Прочие | Прочие | Итого | Итого |
| Клуб             | Лига             | Сезон            | Игры | Голы | Игры  | Голы  | Игры      | Голы      | Игры   | Голы   | Игры  | Голы  |
| ---------------- | ---------------- | ---------------- | ---- | ---- | ----- | ----- | --------- | --------- | ------ | ------ | ----- | ----- |
| Пюник            | Премьер-лига     | 2015/16          | 0    | 0    | 0     | 0     | 0         | 0         | —      | —      | 0     | 0     |
| Пюник            | Премьер-лига     | 2016/17          | 10   | 0    | 1     | 0     | 0         | 0         | —      | —      | 11    | 0     |
| Пюник            | Премьер-лига     | 2017/18          | 20   | 4    | 2     | 0     | 1         | 0         | —      | —      | 23    | 4     |
| Пюник            | Премьер-лига     | 2018/19          | 21   | 8    | 0     | 0     | 0         | 0         | —      | —      | 21    | 8     |
| Пюник            | Премьер-лига     | 2019/20          | 9    | 0    | 0     | 0     | 5         | 1         | —      | —      | 14    | 1     |
| Пюник            | Итого            | Итого            | 60   | 12   | 3     | 0     | 6         | 1         | —      | —      | 69    | 13    |
| Мика (аренда)    | Премьер-лига     | 2015/16          | 1    | 0    | 0     | 0     | —         | —         | —      | —      | 1     | 0     |
| Мика (аренда)    | Итого            | Итого            | 1    | 0    | 0     | 0     | —         | —         | —      | —      | 1     | 0     |
| Всего за карьеру | Всего за карьеру | Всего за карьеру | 61   | 12   | 3     | 0     | 6         | 1         | —      | —      | 70    | 13    |

### Выступления за сборную
| Сборная          | Год              | Отборочные матчи ЧМ | Отборочные матчи ЧМ | Отборочные матчи ЧЕ | Отборочные матчи ЧЕ | Лига наций УЕФА | Лига наций УЕФА | Товарищеские матчи | Товарищеские матчи | Итого | Итого |
| Сборная          | Год              | Игры                | Голы                | Игры                | Голы                | Игры            | Голы            | Игры               | Голы               | Игры  | Голы  |
| ---------------- | ---------------- | ------------------- | ------------------- | ------------------- | ------------------- | --------------- | --------------- | ------------------ | ------------------ | ----- | ----- |
| Армения          | 2017             | -                   | -                   | -                   | -                   | -               | -               | 1                  | 1                  | 1     | 1     |
| Армения          | 2018             | -                   | -                   | -                   | -                   | -               | -               | 1                  | 0                  | 1     | 0     |
| Армения          | 2019             | -                   | -                   | 1                   | 0                   | -               | -               | -                  | -                  | 1     | 0     |
| Всего за карьеру | Всего за карьеру | -                   | -                   | 1                   | 0                   | -               | -               | 2                  | 1                  | 3     | 1     |

### Матчи и голы за сборную
| Матчи Варданяна за сборную Армении | Матчи Варданяна за сборную Армении | Матчи Варданяна за сборную Армении | Матчи Варданяна за сборную Армении | Матчи Варданяна за сборную Армении | Матчи Варданяна за сборную Армении | Матчи Варданяна за сборную Армении |
| №                                  | Дата                               | Оппонент                           | Счёт                               | Голы                               | Соревнование                       |                                    |
| ---------------------------------- | ---------------------------------- | ---------------------------------- | ---------------------------------- | ---------------------------------- | ---------------------------------- | ---------------------------------- |
| 1                                  | 9 сентября 2017                    | Беларусь                           | 4:1                                | 1                                  | Товарищеский матч                  |                                    |
| 2                                  | 27 марта 2018                      | Литва                              | 0:1                                | —                                  | Товарищеский матч                  |                                    |
| 3                                  | 8 сентября 2019                    | Босния и Герцеговина               | 4:2                                | —                                  | Отборочные матчи ЧЕ-2020           |                                    |

Итого: 3 игры / 1 гол; 2 победы, 1 поражение.

## Достижения

### Командные
- Серебряный призёр чемпионата Армении: (1) 2018/19
- Финалист Кубка Армении: (2) 2015/16, 2016/17
- Обладатель Суперкубка Армении: (1) 2015

### Личные
- Лучший игрок чемпионата Армении (по версии сайта «Armenian Soccer»): 2018/19
- Лучший молодой игрок чемпионата Армении (по версии «InStat»): 2018/19
- Лучший атакующий полузащитник чемпионата Армении (по версии сайта «Sportal.am»): 2018/19